# Blackie Drago
Blackie Drago il più conosciuto come Avvoltoio (Vulture) è un personaggio dei fumetti, creato da Stan Lee (testi) e John Romita Sr. (disegni), pubblicata dalla Marvel Comics. È apparso la prima volta in The Amazing Spider-Man (vol. 1) n. 48 (maggio 1967).
È un supercriminale avversario dell'Uomo Ragno, il secondo a vestire i panni dell'Avvoltoio.

## Biografia del personaggio
Blackie Drago era un detenuto del carcere di New York e compagno di cella del vecchio Adrian Toomes; per mesi assillò quest'ultimo chiedendogli dove avesse nascosto le sue ali, ma Toomes non glielo disse mai.
Una sera, un incidente in officina colpì l'Avvoltoio (che sarebbe uscito di prigione entro un mese). L'Avvoltoio rendendosi conto che stava per morire decise che prima avrebbe detto a Blackie dove fossero le ali. Dopo che Blackie Drago giunse in infermeria, l'Avvoltoio gli disse che gli avrebbe rivelato dove aveva nascosto le ali, a patto che Blackie uccidesse l'Uomo Ragno.
Blackie Drago alla fine confessò all'Avvoltoio che l'incidente lo aveva provocato lui per far sì che quest'ultimo gli dicesse dove fossero le ali. La stessa notte mentre la vita dell'Avvoltoio si spegneva apparentemente (in seguito si scoprirà che non era così), Drago scappò dalla prigione, a 450 metri dalla torretta nord della prigione trovò le ali in un sacchetto di plastica, e dopo averle indossate spiccò il volo.
Non essendo intenzionato a vendicare il precedente Avvoltoio, Blackie commise molti furti e saccheggi e non fu fermato subito dall'Uomo Ragno perché l'eroe stava male e non riusciva a combattere. Infatti Blackie sconfisse l'Uomo Ragno nel loro primo incontro lasciandolo svenuto su un tetto.
Kraven il Cacciatore, ansioso di dimostrare la sua superiorità sull'Uomo Ragno, decise che avrebbe sconfitto il nuovo Avvoltoio, ritenendolo solo un bluff. Kraven rintracciò l'Avvoltoio grazie alle sue infallibili doti di cacciatore e i due iniziarono una dura lotta. Intervenne anche l'Uomo Ragno, ristabilitosi dalla febbre che lo aveva debilitato. La lotta per l'Avvoltoio terminò quando Kraven, tentando di colpire l'Uomo Ragno con il suo raggio paralizzante, colpì invece Drago, stendendolo.
Drago finì nuovamente in prigione.
Mesi dopo, l'originale Avvoltoio, ristabilito e ansioso di vendicarsi del tradimento di Blackie Drago, aiutò il suo ex-compagno di cella a fuggire di galera, ma solo per fornirgli un nuovo paio di ali e batterlo in uno scontro fra Avvoltoi. Intervenne anche l'Uomo Ragno ma non impedì a Toomes di umiliare Drago. Dopo lo scontro, Blackie Drago fu arrestato nuovamente e giurò che non avrebbe mai più indossato il costume da Avvoltoio.

## Versioni alternative
Nell'universo MC2, Blackie Drago ebbe una figlia (Brenda Drago), che diventò anch'essa una supercriminale, ma poi, redenta, diventò amica di May Parker, alias Spider-Girl.
In Ultimate Spider-Man Blackie Drago è il nome del vecchio Avvoltoio.